# Automobiles Jean Bart
Automobiles Jean Bart war ein französischer Automobilhersteller.

## Unternehmensgeschichte
Das Unternehmen aus Nanterre übernahm 1907 Prosper-Lambert und begann mit der Produktion von Automobilen. Der Markenname lautete Jean Bart. 1907 oder 1908 endete die Produktion.

## Fahrzeuge
Es gab drei Modelle: den 9 CV mit einem Einzylindermotor sowie 16-20 CV und 40 CV mit Vierzylindermotoren. Den 16-20 CV gab es unter anderen in den Karosserieformen Doppelphaeton und Landaulet. Die Fahrzeuge verfügten über Kardanantrieb.

## Trivia
Jean Bart, nach dem das Unternehmen offenbar benannt wurde, war ein im 17. Jahrhundert lebender Freibeuter, der im Dienste des französischen Königs Ludwig XIV. die britisch-niederländische Seeherrschaft zu brechen. Jean Bart ist bis heute in Frankreich sehr populär, im Rahmen der Marine-Begeisterung am Anfang des 20. Jahrhunderts wurde offenbar auch die Automobilfabrik nach ihm benannt.